# Szarejki (Ełk)
Szarejki (deutsch Sareyken, 1938 bis 1945 Sareiken) ist ein Dorf in der polnischen Woiwodschaft Ermland-Masuren und gehört zur Gmina Ełk (Landgemeinde Lyck) im Powiat Ełcki (Kreis Lyck).

## Geographische Lage
Sarejki liegt im südlichen Osten der Woiwodschaft Ermland-Masuren, sechs Kilometer südwestlich der Kreisstadt Ełk (Lyck).

## Geschichte
Die Gründung des um 1785 Scharreyken, nach 1785 Sarreyken und bis 1938 Sareyken genannten Dorfes erfolgte um das Jahr 1569. Im Jahre 1874 wurde der Ort in den neu errichteten Amtsbezirk Lyck-Land eingegliedert, der seinen Sitz in Neuendorf (polnisch Nowa Wieś Ełcka). Er bestand bis 1945 und gehörte zum Kreis Lyck im Regierungsbezirk Gumbinnen (ab 1905: Regierungsbezirk Allenstein) in der preußischen Provinz Ostpreußen.
Im Jahre 1910 verzeichnete Sareyken 136 Einwohner. Die Zahl stieg bis 1933 auf 177. Aufgrund der Bestimmungen des Versailler Vertrags stimmte die Bevölkerung im Abstimmungsgebiet Allenstein, zu dem Sareyken gehörte, am 11. Juli 1920 über die weitere staatliche Zugehörigkeit zu Ostpreußen (und damit zu Deutschland) oder den Anschluss an Polen ab. In Sareyken stimmten 80 Einwohner für den Verbleib bei Ostpreußen, auf Polen entfielen keine Stimmen.
Am 3. Juni (amtlich bestätigt am 16. Juli) des Jahres 1938 erfolgte die Umbenennung Sareykens in „Sareiken“, für die politisch-ideologische Gründe der Abwehr fremdländisch scheinender Ortsnamen ausschlaggebend waren. Die Einwohnerzahl belief sich im Jahre 1939 auf 159.
In Kriegsfolge kam das Dorf 1945 mit dem gesamten südlichen Ostpreußen zu Polen und erhielt die polnische Namensform „Szarejki“. Heute ist es Sitz eines Schulzenamtes (polnisch Sołectwo) und damit eine Ortschaft im Verbund der Gmina Ełk (Landgemeinde Lyck) im Powiat Ełcki (Kreis Lyck), vor 1998 der Woiwodschaft Suwałki, seither der Woiwodschaft Ermland-Masuren zugehörig.

## Kirche
Bis 1945 war Sareyken resp. Sareiken in die evangelische Pfarrkirche Lyck in der Kirchenprovinz Ostpreußen der Kirche der Altpreußischen Union sowie in die römisch-katholische Kirche St. Adalbert Lyck im Bistum Ermland eingepfarrt.
Heute ist Szarejki eine eigene katholischen Pfarrgemeinde innerhalb des Dekanats Pisz (Johannisburg) im Bistum Ełk der Römisch-katholischen Kirche in Polen. Die evangelischen Einwohner halten sich zur Kirchengemeinde in Ełk, jetzt eine Filialgemeinde der Pfarrei in Pisz (Johannisburg) in der Diözese Masuren der Evangelisch-Augsburgischen Kirche in Polen.

## Persönlichkeiten
- Adam Puza (* 2. Januar 1951 in Sarejki), polnischer Hochschullehrer, Politiker, Sejm-Abgeordneter

## Verkehr
Sarejki liegt an einer – teilweise als Landweg recht unwegsamen – Nebenstraße, die bei Talusy (Thalussen, 1938 bis 1945 Talussen) von der polnischen Landesstraße 16 (einstige deutsche Reichsstraße 127) abzweigt und über Mącze (Monken) nach hier führt. In Szarejki kreuzen sich außerdem die beiden Nebenstraße 1864N und 1925N, die von Ełk nach Mostołty (Mostolten) bzw. von Nowa Wieś Ełcka (Neuendorf) nach Szarek (Sarken) führen.
Die nächste Bahnstation ist Nowa Wieś Ełcka an der Bahnstrecke Olsztyn–Ełk.